# Arrondissement Vervins
Arrondissement Vervins (fr. Arrondissement de Vervins) je správní územní jednotka ležící v departementu Aisne a regionu Hauts-de-France ve Francii. Člení se dále na čtyři kantony a 130 obcí.

## Kantony
od roku 2015:
- Guise
- Hirson
- Marle (část)
- Vervins (část)

před rokem 2015:
- Aubenton
- Guise
- Hirson
- La Capelle
- Le Nouvion-en-Thiérache
- Sains-Richaumont
- Vervins
- Wassigny